# Wilhelm Theodor Hundeiker
Wilhelm Theodor Hundeiker (* 16. März 1786 in Groß Lafferde; † 21. Februar 1828 in Bremen) war ein deutscher Lehrer und Pädagoge.

## Leben
Hundeiker erhielt seine erste Bildung in dem Erziehungsinstitut seines Vaters Johann Peter Hundeiker (1751–1836) in Groß Lafferde. Anschließend besuchte er das Collegium Carolinum in Braunschweig. An der Universität Halle hörte er Philologie und Theologie, wo er besonders von dem Altphilologen und Altertumswissenschaftler Friedrich August Wolf (1759–1824) beeinflusst wurde. Seine Studien schloss er 1806 an der Universität Helmstedt ab.

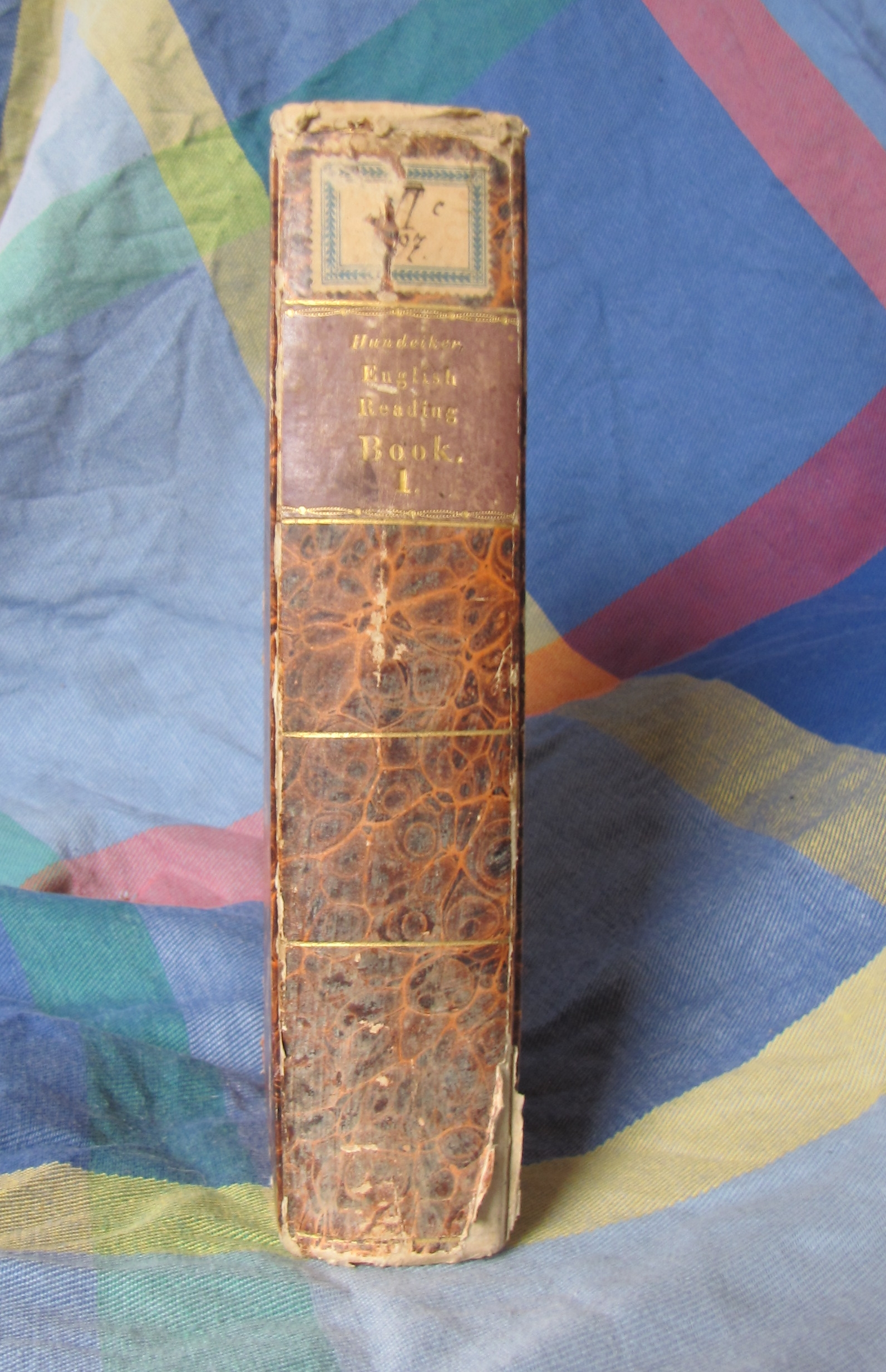
Wilhelm Theodor Hundeikers English Reading Book, Ausgabe von 1835

Hundeiker kehrte als Erzieher an das Institut seines Vaters zurück, der mittlerweile in Vechelde bei Braunschweig das Philanthropin, eine Erziehungsanstalt für höhere Stände, eingerichtet hatte. Für die im Jahr 1804 gegründete Schule verfasste Wilhelm Theodor Hundeiker detaillierte Lehrpläne, die lebenspraktisch orientiert waren und Inhalte wie moderne Sprachen, Naturwissenschaften, Gymnastik und Tanz sowie kaufmännisches Rechnen und Handelsgeografie enthielten.
Nach Auflösung der Schule im Jahr 1819, nahm er einen Ruf als Direktor der Höheren Gewerbe- und Handelsschule in Magdeburg an. Im Jahr 1822 erhielt er eine Professur an der Handelsschule in Bremen, wo er auch David Christian Ortgies (1786–1859) 1827 bei dessen Gründung seiner Gehörlosenschule, dem Taubstummen-Institut, unterstützte.
Wilhelm Theodor Hundeiker war Autor fremdsprachiger Lehrbücher und Kenner der altdeutschen Sprache und Literatur, worüber er Vorlesungen im bremischen Museum hielt.
Seinen Tod im Jahre 1828 schrieb ein zeitgenössischer Nachruf einem rheumatischen Fieber und „Hirnwuth“ zu, welches er sich durch Erkältung bei einem Besuch des Schauspielhauses zugezogen hätte.

## Veröffentlichungen
- Georg Ernst Plate, Wilhelm Theodor Hundeiker: Französisches Lesebuch – Eine Sammlung zweckmässig geordneter und lehrreicher Lesestücke zum Unterricht in der französischen Sprache. Verlag Heyse, Bremen 1825.
- Wilhelm Theodor Hundeiker, Georg Ernst Plate: Nouveau recueil des plus beaux morceaux choisis des prosateurs et des poëtes français. Verlag Heyse, Bremen 1826.
- Wilhelm Theodor Hundeiker: New English Reading Book – consisting of a choice variety of selections in prose and poetry. Bremen 1827.
- Wilhelm Theodor Hundeiker, Georg Ernst Plate: Französisch-Deutsches Wörterbuch zu dem französischen Lesebuche. Verlag Heyse, Bremen 1829.